# Шаптализация
Шаптализа́ция — приём в виноделии, используемый как способ улучшать вино, полученное из неспелого винограда (в неблагоприятные в климатическом и иных отношениях годы) посредством подсахаривания виноградного сусла (при помощи тростникового или свекловичного сахара) и уменьшения его кислотности при помощи истолчённого мела или мрамора, что позволяет существенно увеличить содержание алкоголя в конечном продукте.
Своё название этот способ получил по имени французского химика Жана-Антуана Шапталя, который и разработал этот приём в 1800 году. Шапталь при Наполеоне занимал должность министра внутренних дел Франции, и его весьма беспокоило сильное снижение качества вина за время Великой французской революции, когда к причинам политическим добавились ещё и неблагоприятные для вызревания виноградной лозы погодные условия (недостаток солнца привёл к тому, что в ягодах скапливалось слишком мало сахара для производства качественного вина).
Шаптализация применяется практически во всех регионах, в которых развито виноделие, за исключением Австралии, Калифорнии, Чили и ЮАР (там, в связи с достаточным количеством солнечных дней, в ней нет необходимости). В Европе для шаптализации установлены строгие ограничения: в винодельческой зоне А (куда входят Англия и Люксембург) вино можно обогащать сахаром не более чем на 3,5 об.% (красные вина — на 4 об.%); в зоне В (Шампань, Эльзас) установленный максимум составляет 2,5 об.%, а в зоне С (Бордо и Бургундия) — 2 об.%
В 1989 году виноделами Франции был придуман новый способ концентрации сусла, который получил название «обратный осмос». Суть метода состоит в извлечении воды из перебродившего вина, благодаря чему концентрация остальных веществ (в частности, алкоголя) значительно увеличивается.